# Salz (Westerwald)

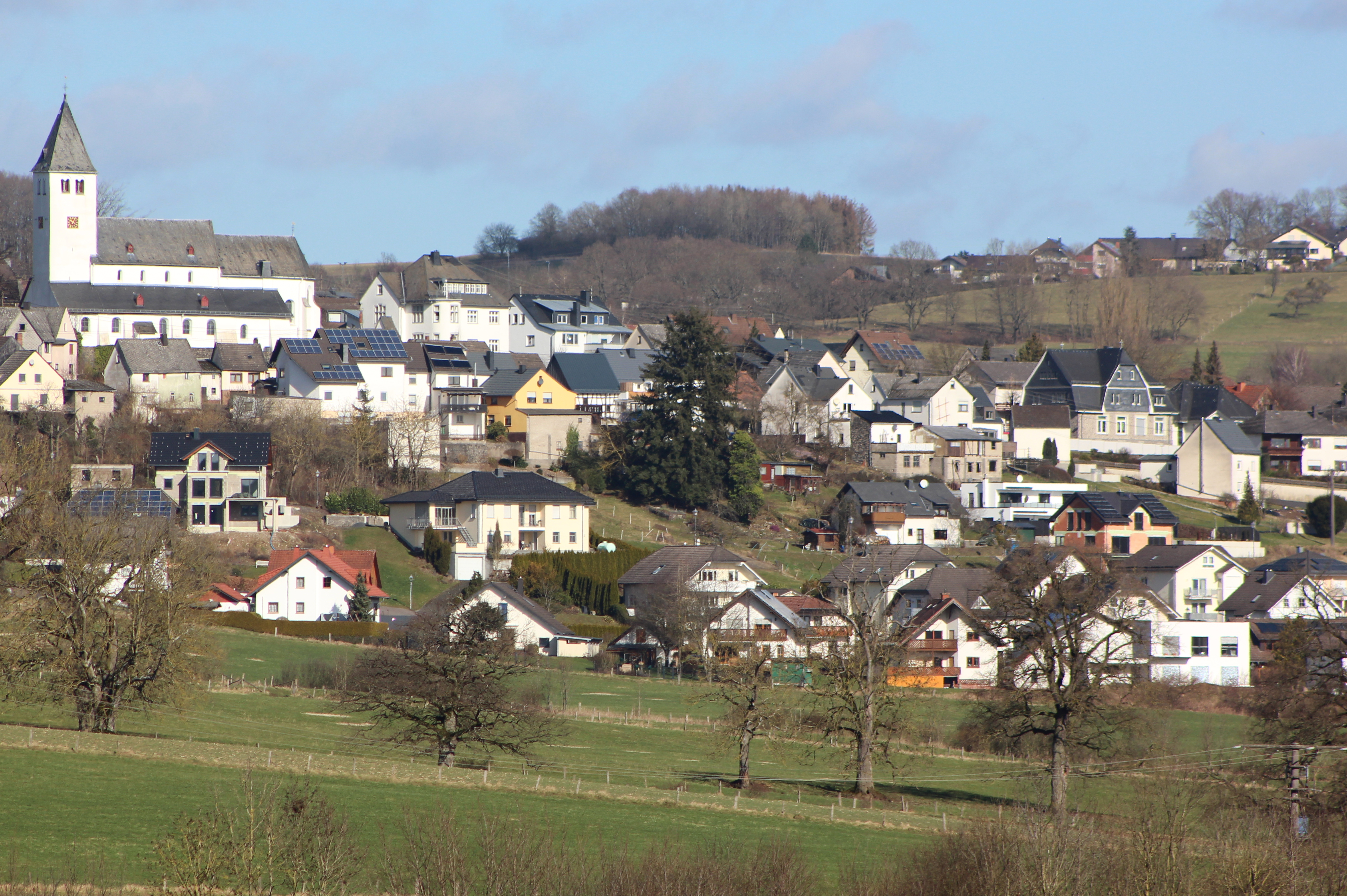
Ansicht von Salz

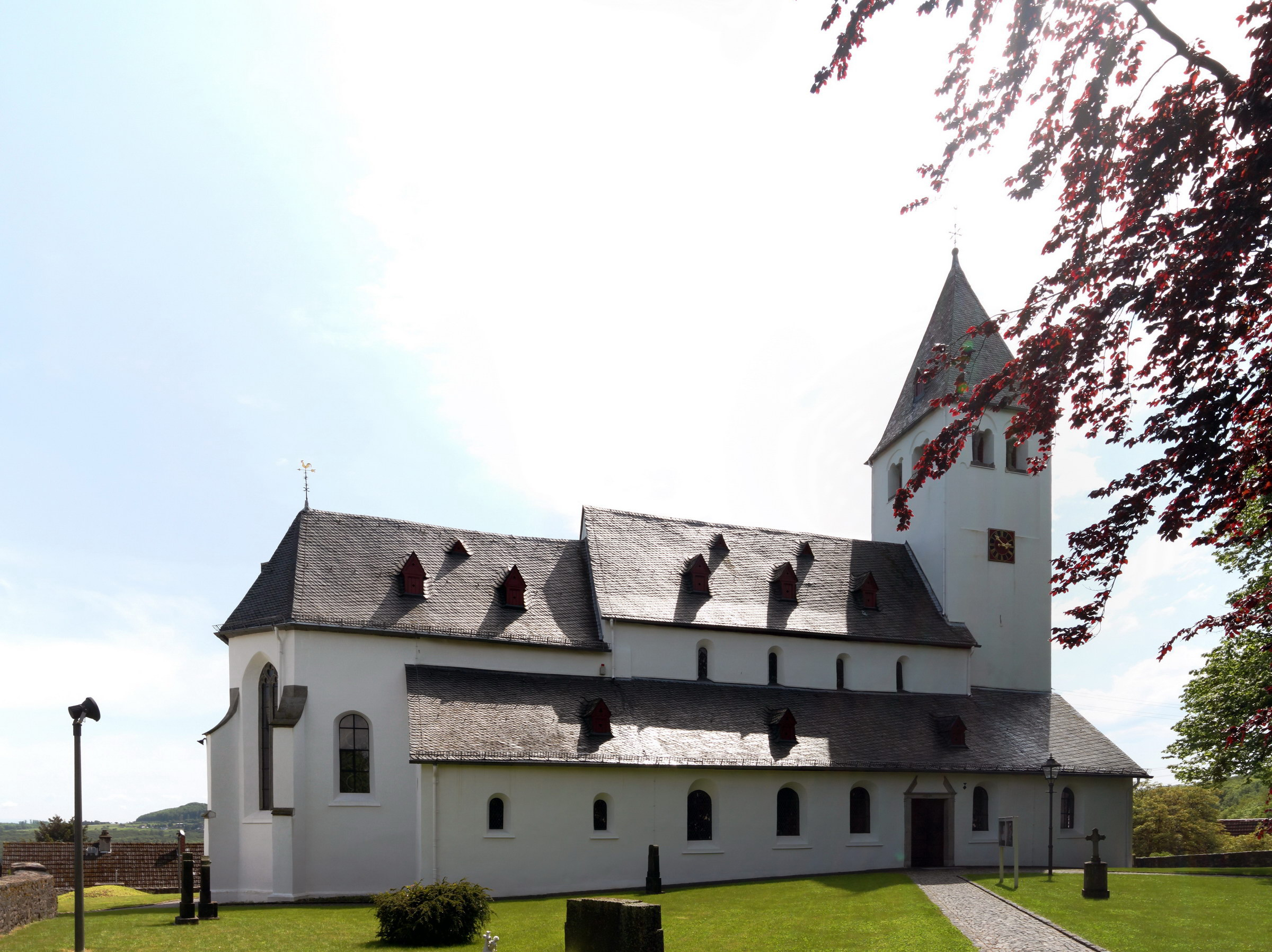
Straßenfront der Kirche St. Adelphus in Salz, Westerwald

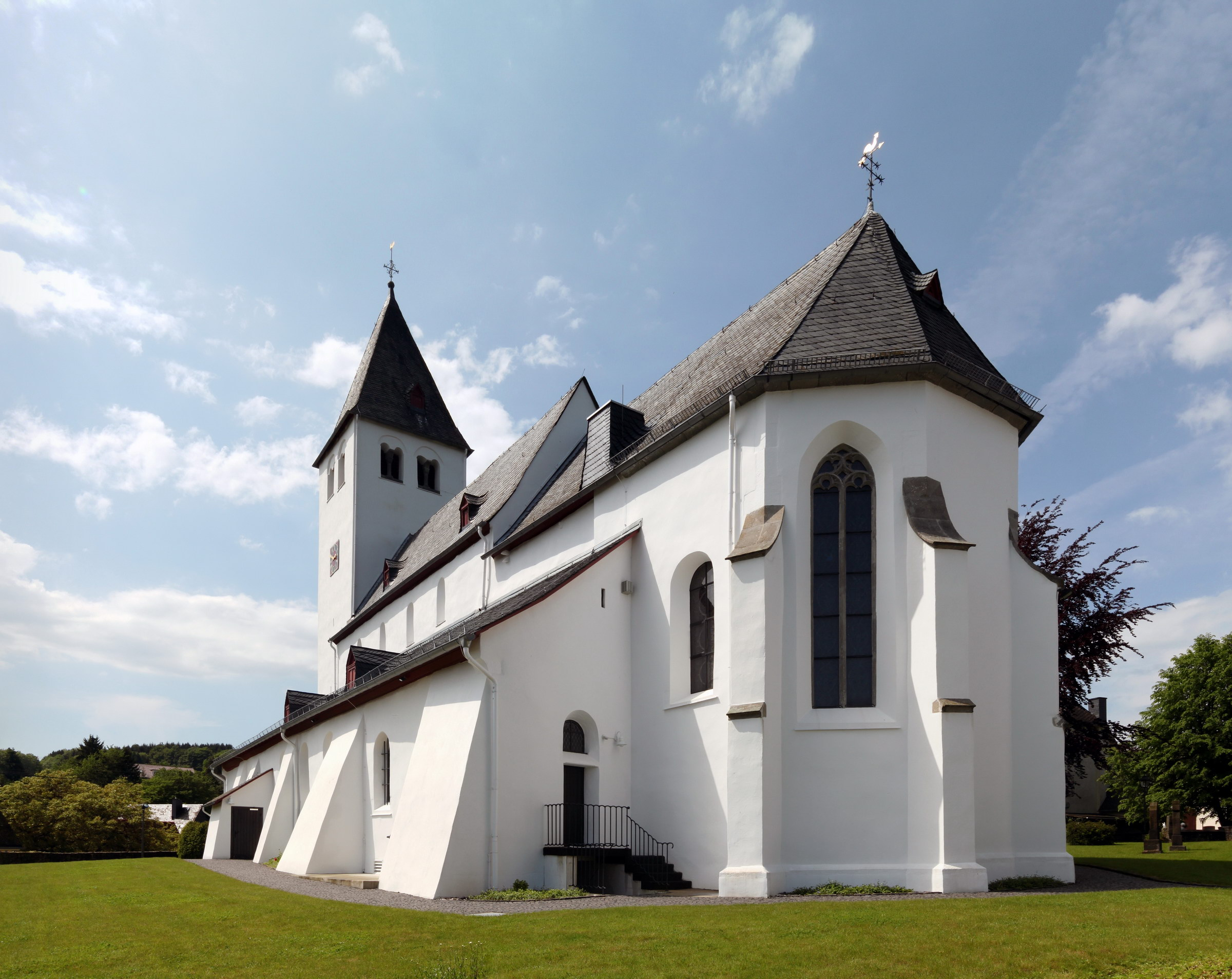
Kirche St. Adelphus, im Vordergrund die Fassade des Altarraumes

Salz ist eine Ortsgemeinde im Westerwaldkreis in Rheinland-Pfalz. Sie gehört der Verbandsgemeinde Wallmerod an.

## Geographische Lage
Die Gemeinde liegt im Westerwald zwischen Montabaur und Rennerod.

## Geschichte
Aktenkundig wurde Salz im Jahr 1150 als Kirchspiel und seit dem späten Mittelalter auch als Gerichtsstandort mit seinem Zehntgericht. 
Um 1225 Jahrhundert ging die Herrschaft über Salz vermutlich vom Haus Leiningen an die Grafen von Diez über. Diese schlossen das Kirchspiel Salz mit den benachbarten Kirchspielen Nentershausen, Meudt und Hundsangen zu einem Verbund zusammen, der über die folgenden Jahrhunderte meist unter einer einheitlichen Herrschaft bleiben sollte. Zum Kirchspiel gehörten die Orte Roth, Bilkheim, Herschbach, Wahnscheid, Mähren, Wörsdorf, Guckheim, Girkenroth, Sainscheid, Schönberg, Möllingen, Kölbingen, Härtlinen, Westert, Otterbach, Witzelbach, Elben, Kaden, Meiningen, Beuningen, Brandscheid, Rothenbach, Himburg, Pfeifensterz, Hahn, Elbingen und Obersayn sowie die heutigen Wüstungen Hausen, Neuroth, Streitheim, Bruchhausen, Kranstein, Berg und Esingen. 1564 kam Salz zum Kurfürstentum Trier.
Seit fast einem Jahrtausend ist die romanische Pfeilerbasilika das Wahrzeichen des Ortes. „St. Adelphus“ war zunächst Stiftskirche eines vor 1255 gegründeten Kollegiatstifts und wurde später um einen spätgotischen Chor erweitert. 1558 wurde die Reformation eingeführt. Die Rekatholisierung erfolgte mit dem Übergang an Kurtrier.
1613 wurde der Betrieb eines Mühlsteinbruchs in der Flur Sengerberg genehmigt.
Der östlich vom Salzer Ortskern gelegene Ortsteil Roth wird 1253 erstmals erwähnt. Heute ist er vollständig in den Hauptort aufgegangen.

## Politik

### Bürgermeister
Holger Wörsdörfer wurde am 19. Juni 2019 Ortsbürgermeister von Salz. Bei der Direktwahl am 26. Mai 2019 war er mit einem Stimmenanteil von 89,94 % für fünf Jahre gewählt worden. Er wurde im Juni 2024 wiedergewählt.
Wörsdörfers Vorgänger als Ortsbürgermeister war Rainer Malm.

### Wappen
Blasonierung: „In Silber ein durchgehendes rotes Balkenkreuz, bewinkelt von vier über Eck gestellten blauen Quadraten.“
Heraldische Begründung: Das Wappen wurde in enger Anlehnung an das seit Ende des 17. Jahrhunderts bis zum Ende des 18. Jahrhunderts geführte Siegel des Gerichtes Salz entworfen. Das rote Kreuz erinnert an die von 1564 bis 1803 bestehende Zugehörigkeit von Salz zum Kurfürstentum Trier, die vier Quadrate stellen „redende“, auf den Ortsnamen hinweisende blaue Salzkristalle dar.

## Kultur und Sehenswürdigkeiten

### Bauwerke
Bei der katholischen Kirche St. Adelphus handelt es sich um eine romanische Basilika mit spätgotischem Chor. In der Kirche liegt Johann Heinrich Keverich begraben, worauf eine Grabtafel hinweist. Keverich stammte aus Ehrenbreitstein und war Oberhofkoch des Kurfürsten und Erzbischofs von Trier, Johann IX. Philipp von Walderdorff aus Molsberg. Dies allein rechtfertigt womöglich noch nicht die Grabtafel. Aber Keverich war auch zugleich Großvater des Musikgenies Ludwig van Beethoven.

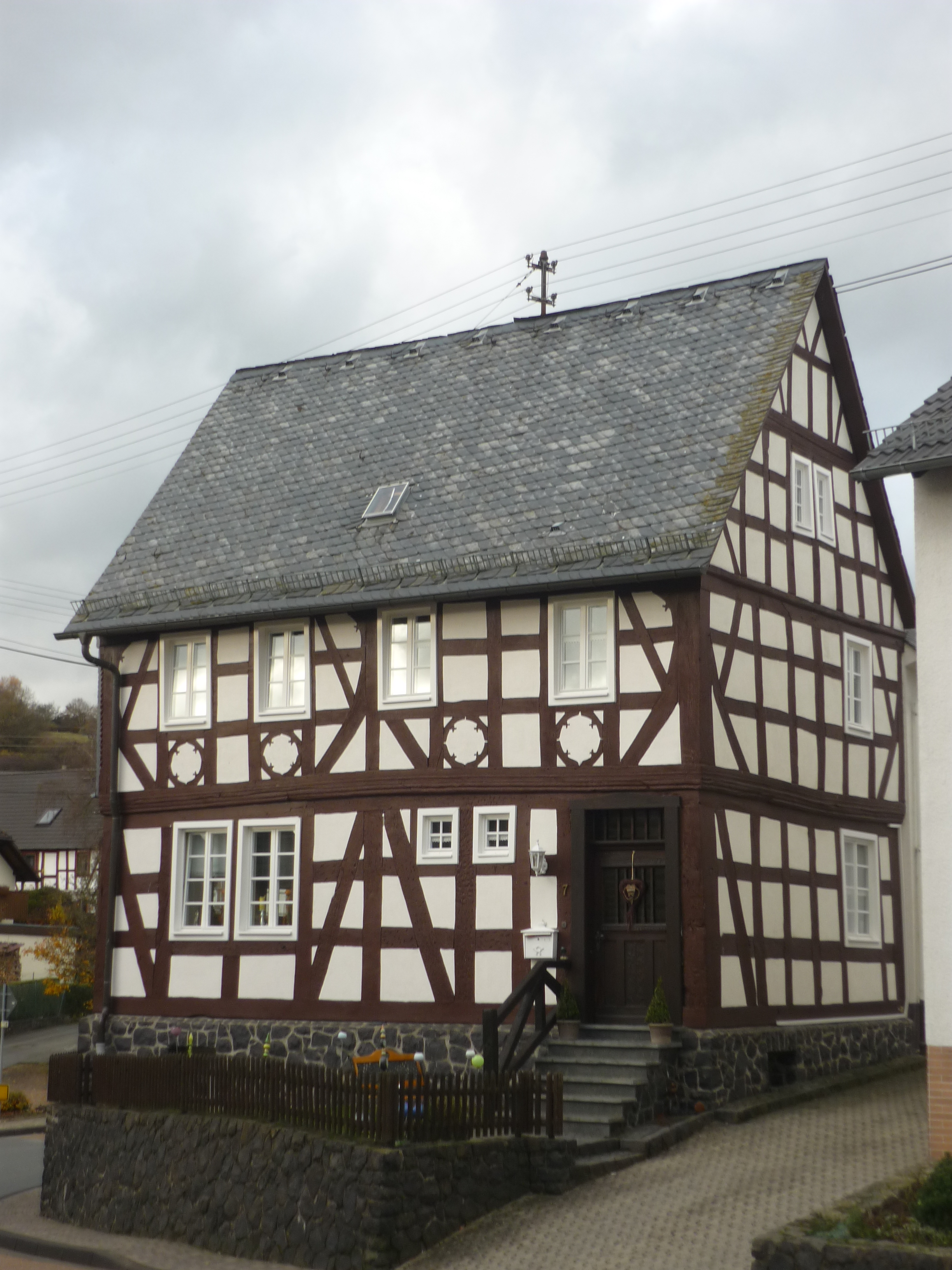
Fachwerkhaus in Salz Ww.
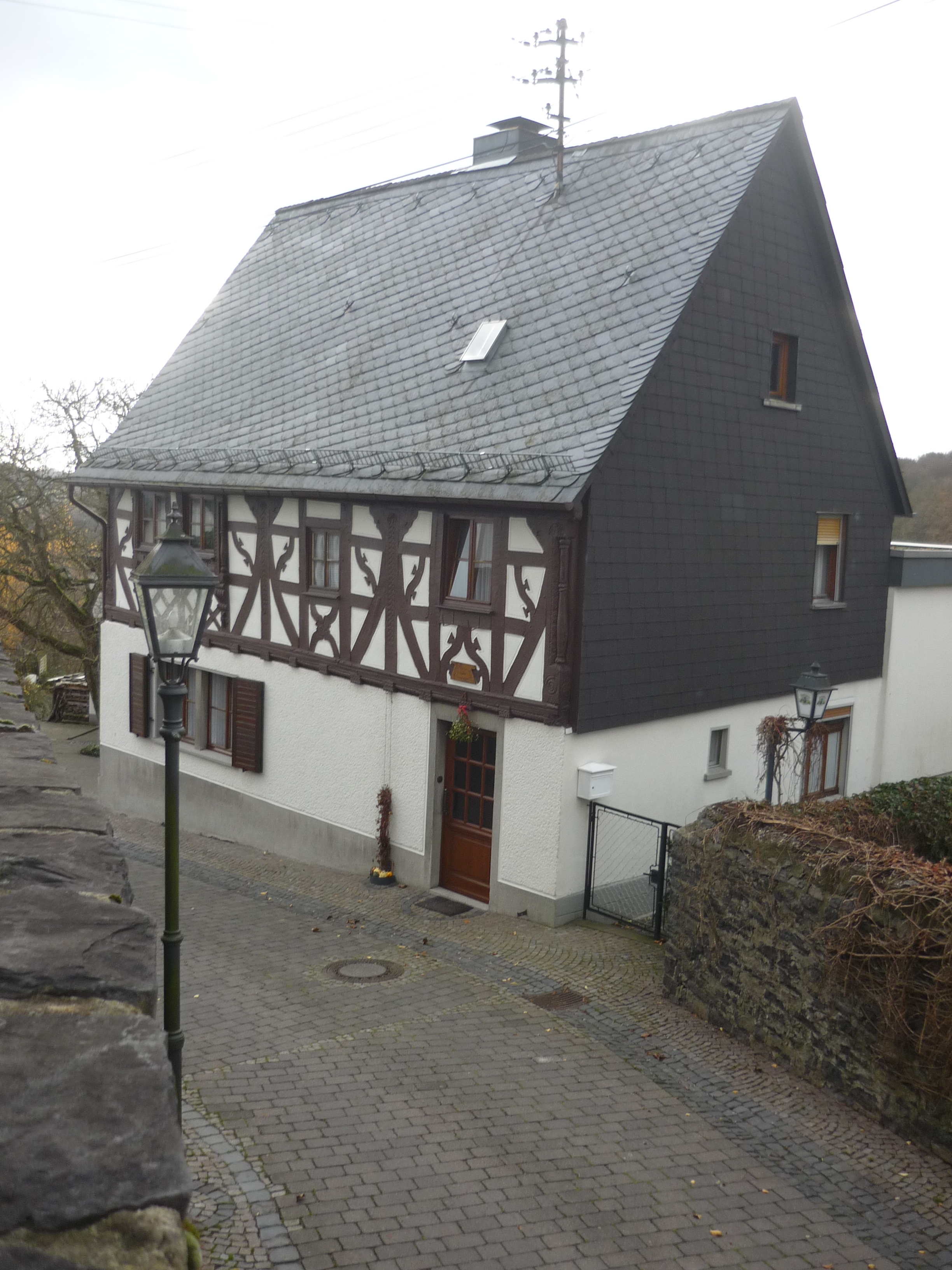
Fachwerkhaus neben der Kirche in Salz
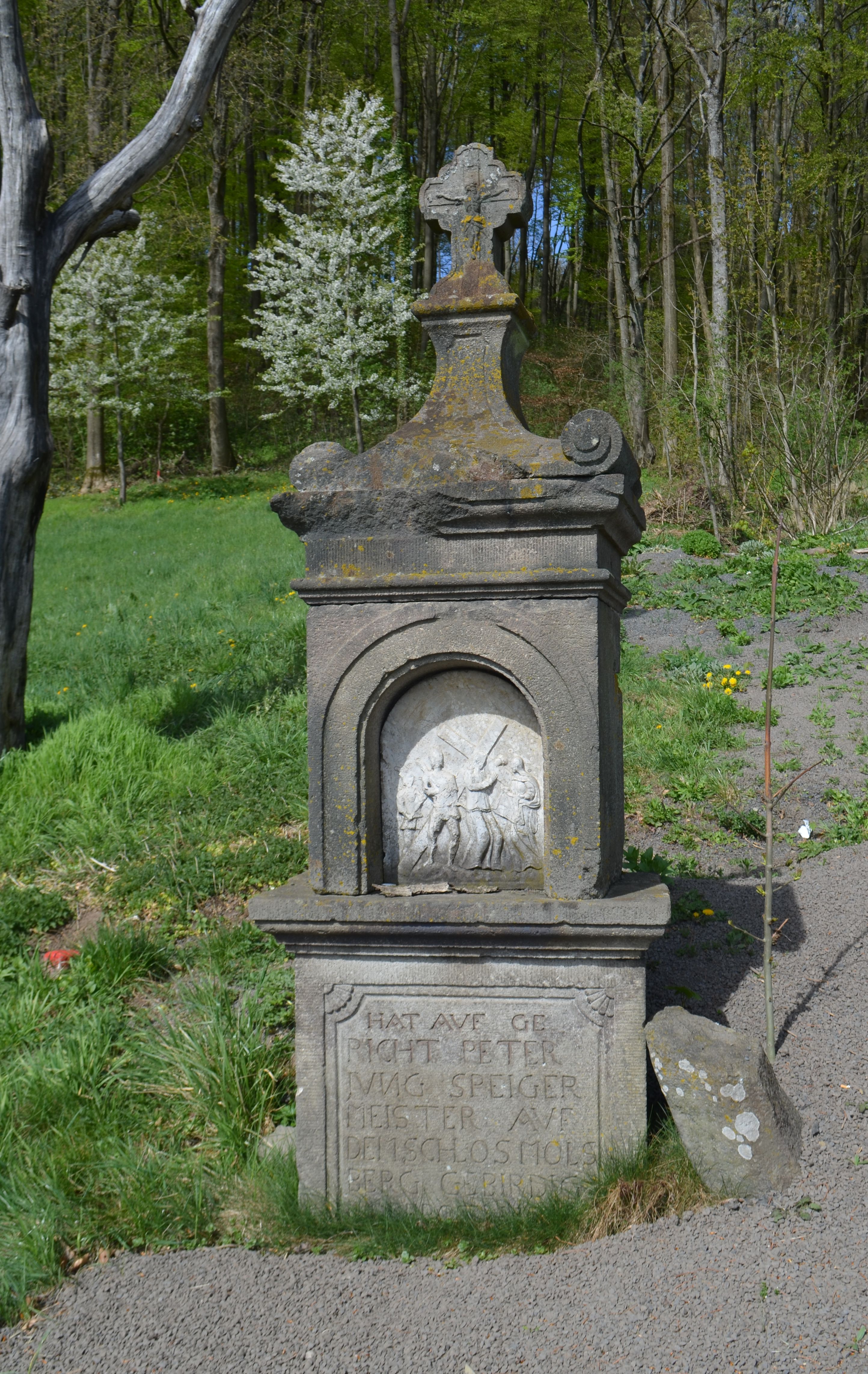
Das Heiligenhäuschen von 1764

In der Nähe des Ortes Richtung Bilkheim liegt das kleine Wasserschloss Hof Neuroth.

## Wirtschaft und Infrastruktur

### Verkehr
In unmittelbarer Nähe westlich des Ortes verläuft die Bundesstraße 8, die Limburg an der Lahn und Hennef (Sieg) verbindet. Die nächste Autobahnanschlussstelle ist Diez an der Bundesautobahn 3 (Köln–Frankfurt am Main), etwa 13 Kilometer entfernt. Die nächstgelegenen Anschlüsse an den Eisenbahnnahverkehr sind der Bahnhof Steinefrenz (Linie RB29) an der Unterwesterwaldbahn sowie der Haltepunkt Berzhahn (Linie RB90) an der Oberwesterwaldbahn, die nächstgelegenen Fernbahnhöfe sind der Bahnhof Montabaur sowie der Bahnhof Limburg Süd an der Schnellfahrstrecke Köln–Rhein/Main.

## Persönlichkeiten
- Hans Teusen (1917–2011), Major der Wehrmacht (Ritterkreuzträger) und Generalmajor der Bundeswehr